# Coptotettix tuberculatus
Coptotettix tuberculatus är en insektsart som beskrevs av Bolívar, I. 1887. Coptotettix tuberculatus ingår i släktet Coptotettix och familjen torngräshoppor. Inga underarter finns listade i Catalogue of Life.